# RETSAT
RETSAT‏ (All-trans-retinol 13,14-reductase) هوَ بروتين يُشَفر بواسطة جين RETSAT في الإنسان.